# The Slip
The Slip es el séptimo álbum de estudio de la banda estadounidense de rock industrial Nine Inch Nails, publicado el 5 de mayo de 2008. Es el cuarto trabajo consecutivo en ser producido conjuntamente por el líder de la banda Trent Reznor y sus colaboradores Atticus Ross y Alan Moulder. El álbum se lanzó de forma gratuita bajo la licencia del tipo Attribution-Non Commercial-Share Alike de Creative Commons, junto al mensaje de Reznor, «este corre por mi cuenta». The Slip se lanzó en un principio vía el sitio web oficial de Nine Inch Nails sin ningún aviso previo, ni promoción. Dos meses después salió a la venta de forma física una edición limitada.
The Slip, en un principio iba a ser un EP, pero finalmente creció hasta convertirse en un álbum de larga duración. Las sesiones de grabación se completaron en tres semanas; Reznor distribuyó personalmente a las emisoras de radio el único sencillo extraído del álbum, "Discipline", menos de 24 horas después de que Moulder finalizase la masterización del mismo. La recepción crítica del álbum fue generalmente positiva, siendo su poco ortodoxa forma de lanzamiento uno de los puntos que gustó a los críticos. El álbum llegó al puesto número trece de la lista Billboard 200.

## Producción

### Antecedentes y grabación
El líder de Nine Inch Nails Trent Reznor anunció en 2007 que la banda había terminado sus obligaciones contractuales con su discográfica, Interscope Records, y que no volverían a trabajar con la compañía. También reveló que Nine Inch Nails seguramente distribuiría, de ahí en adelante, todo su material de forma independiente. Desde ese anuncio, Nine Inch Nails lanzó el álbum instrumental de 36 pistas titulado Ghosts I–IV en marzo de 2008 con el sello independiente de Reznor, The Null Corporation.

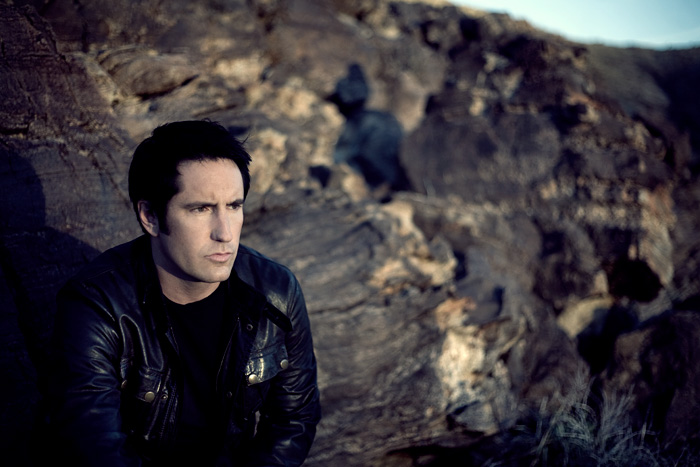
Reznor en una fotografía de promoción de 2008 hecha por Rob Sheridan.

Reznor se puso a componer poco después del lanzamiento de Ghosts, y pasado un mes de trabajo se realizó la grabación de The Slip, el cual se completó en tres semanas en el estudio particular de su casa. La ingeniería del álbum corrió a cargo de Atticus Ross y la mezcla fue completada por Alan Moulder, quienes además coprodujeron el álbum junto a Reznor. En un principio la idea era hacer un EP, pero en palabras del mismo Reznor "no paró de crecer hasta convertirse en lo que es". Algunas de las contribuciones instrumentales corrieron a cargo de miembros de la banda de directo, Josh Freese, Robin Finck y Alessandro Cortini, aunque no participaron en la composición de los temas; sus contribuciones estuvieron limitadas a pequeñas partes más que a grabaciones de canciones completas. Durante las sesiones de grabación, Reznor mandó el primer y único sencillo, "Discipline", a las emisoras de radio antes de que se hubiese siquiera terminado el resto del álbum, y menos de 24 horas después de que se hubiese acabado la masterización de la canción. Según Reznor, la lista de canciones y las letras terminaron un miércoles, la mezcla final del álbum el jueves, la masterización el viernes, el diseño el sábado, y el álbum se lanzó el domingo 5 de mayo. Reznor hablando sobre esto dijo que "fue divertido [...] nunca antes se hubiera podido hacer", refiriéndose a su anterior carrera en que dependía de discográficas.

### Música y letras
Ed Thompson de IGN comentó que las pistas "Discipline" y "Echoplex" combinaban "trozos de Depeche Mode, Bauhaus e incluso algo de Siouxsie and the Banshees". Richard Cromelin de Los Angeles Times dijo de The Slip que era "más sombrío y menos pegadizo que el último par de álbumes de NIN", añadiendo que "Reznor mezcla los sonidos discordantes del género del rock industrial [...] con una acometida tipo punk, acercando una sensación insistente, a veces claustrofóbica hacia su perspectiva de alienación". Anastasia Pantsios de Cleveland Free Times dijo que "The Slip más o menos suma todo el camino recorrido por Reznor en sus casi dos décadas de carrera", y siguió para comparar el sonido del álbum con "ritmos tensos pero irresistibles" de Pretty Hate Machine y The Downward Spiral, y "la atmósfera escurridiza" de The Fragile. Jon Pareles de The New York Times escribió que "la música revive el pasado de Nine Inch Nails, del rápido compás del hard rock, a ritmos dance, a baladas de piano, a instrumentales inexorablemente construidos". La pista final del álbum, "Demon Seed", incorpora elementos instrumentales de la pista final del álbum instrumental previo de la banda Ghosts I–IV.
Líricamente, Eric Harvey de Pitchfork Media comparó "Discipline" con uno de los primeros sencillos de la banda, "Head Like a Hole", diciendo "['Discipline'] viene de un artista largamente establecido y ahora libre de contratos intentando reafirmar su posición reflexivamente en el paisaje popular, bajo sus propios términos. [...] 'Discipline' manifiesta el deseo de Reznor de crear algún tipo de esquema [...] De alguna manera, 'Necesito tu disciplina/ Necesito tu ayuda' está muy lejos del estribillo de su tema de hace casi 20 años 'Head Like a Hole', Preferiría morir/ Que darte el control'". Tom Breihan de The Village Voice llegó a una interpretación similar del contenido lírico del álbum, escribiendo "The Slip parece lidiar con la separación de Reznor con la máquina corporativa, o por lo menos con la fuerza conformista anestesiada que representa".
Reznor ha comentado poco sobre la música del álbum, diciendo sólo que derivó de "una extraña sensación de estar fuera de sí mismo, aislado, y mirándose a sí mismo haciéndose mayor". También describió el álbum como "un álbum rápidamente construido", y "más un boceto que un cuadro".

### Diseño
Rob Sheridan, en colaboración con Reznor, ejerció de director artístico del álbum, al igual que había hecho anteriormente con los tres últimos álbumes de estudio de Nine Inch Nails, Ghosts I–IV (2008), Year Zero (2007) y With Teeth (2005). La versión descargable de The Slip viene con un PDF con las notas y el diseño artístico. Cada pista del álbum está acompañada de su propia portada, todas ellas consistentes en diseños geométricos en fondo gris.

## Lanzamiento

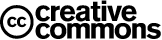
El álbum The Slip usa una licencia del tipo attribution-noncommercial share-alike de Creative Commons.

Trent Reznor colgó un mensaje en el sitio web oficial de Nine Inch Nails el 21 de abril de 2008 que decía "2 weeks!" (2 semanas), al igual que había hecho con el lanzamiento de su anterior álbum, Ghosts I–IV antes ese mismo año. Al día siguiente, Reznor mandó el sencillo "Discipline" a las emisoras de radio y lo puso en el sitio web oficial de la banda para su descarga gratuita. Otra canción, "Echoplex", al poco tiempo se lanzó como descarga gratuita en iLike. Las etiquetas ID3 de los archivos MP3 apuntaban directamente al día 5 de mayo, justo como el mensaje de Reznor lo había hecho con anterioridad. El día indicado, se colocó un enlace directo a la descarga del álbum en MP3 en la página de Nine Inch Nails, junto a un mensaje de Reznor que decía: "gracias por vuestro leal y continuo apoyo a lo largo de los años - este corre por mi cuenta". La descarga digital se encuentra disponible en distintos formatos de audio libres de DRM. Las letras de cada pista están embebidas en las etiquetas ID3, permitiendo que se puedan ver en gran cantidad de reproductores.
Al igual que el anterior álbum de estudio de Nine Inch Nails Ghosts I–IV, The Slip viene con una licencia del tipo attribution-noncommercial share-alike de Creative Commons que permite a cualquiera usar o reutilizar el material para cualquier propósito no-comercial, siempre y cuando se cite al autor y el trabajo resultante use una licencia similar. En el sitio web de la banda explican "os alentamos a remezclarlo, compartirlo con los amigos, ponerlo en vuestro podcast, regalárselo a desconocidos, etc". Al igual que con Ghosts I–IV y Year Zero, también se colgaron en el sitio web remix.nin.com. los archivos fuente multipista de audio.
The Slip se lanzó en CD en Estados Unidos y Canadá el 22 de julio. El álbum se lanzó en un digipack que contiene el álbum, un libro de 24 páginas, pegatinas y un DVD con los ensayos en directo de "1,000,000", "Letting You", "Discipline", "Echoplex" y "Head Down". Tres de estos vídeos estaban disponibles en Pitchfork Media antes del lanzamiento del CD/DVD. El lanzamiento físico del álbum estuvo limitado a 250.000 unidades a nivel mundial. Además, se lanzó en Estados Unidos y Canadá un disco de vinilo de 180 gramos el 12 de agosto, y el 18 de ese mismo mes en el Reino Unido.

## Recepción

### Ventas y recepción del público
Un mes y medio después de su lanzamiento por internet, The Slip se había descargado 1.4 millones de veces desde la página oficial de Nine Inch Nails. Para cuando se lanzó la versión física dos meses después, ya había llegado a los dos millones de descargas. El lanzamiento en CD del álbum ha vendido más de 98.000 copias, llegando al puesto número trece tanto de la lista Billboard 200 como de la lista Top Internet Albums. El álbum también entró en algunas listas internacionales, llegando al puesto número doce de la lista de álbumes de Canadá, el veintidós de la lista de álbumes de Australia y el número veinticinco de la UK Albums Chart. El único sencillo extraído del álbum, "Discipline" llegó al puesto número seis y al veinticuatro en las listas del Billboard, Alternative Songs y Hot Mainstream Rock Tracks, respectivamente.
Siguiendo el lanzamiento de The Slip y Ghosts I–IV, también lanzado de forma poco habitual, Reznor confesó que "No me parece un éxito aplastante a mí".

### Recepción de la crítica
La respuesta crítica hacia The Slip ha sido generalmente buena, con una media del 78% basada en once reseñas en Metacritic. IGN le otorgó al álbum
8.8 de 10, diciendo "Dicho de forma sencilla, The Slip es un álbum increíble". El Toronto Star dijo "[The Slip] no es precisamente para desechar, este parece un regalo sincero para los seguidores". Eric Harvey de Pitchfork Media concedió al álbum 7.5 de 10 y escribió "La capacidad única de Reznor para combinar estruendos industriales con baladas y pasajes instrumentales ambientales aparece en su mejor forma desde The Downward Spiral, y aquí gana mucho de su enfoque y compostura que muchos recuerdan como su tarjeta de presentación". Daphne Carr de LA Weekly dijo "Musicalmente, es su trabajo más aventurero desde The Fragile, y su modelo de negocio está inspirado —aunque sea insostenible". La reseña de Slant Magazine no fue positiva, Sal Cinquemani comentó en su artículo que "las canciones individuales de The Slip no son particularmente dinámicas", y pasó a describir la pista "Lights in the Sky" como "un lamento minimalista de piano, sin ritmo". Mikael Wood de Spin se quejó de que "algunas pistas, como 'The Four of Us Are Dying', son demasiado largas", aunque dijo "Reznor se recupera con 'temazos' como 'Demon Seed'".
Al igual que pasara con Ghosts I–IV, los poco habituales métodos de distribución de The Slip' también se ganaron la atención de varias de las agencias de noticias. Un artículo de opinión de ABC News se cuestionaba si los fans "pagarían alguna vez por otro álbum" afirmando "con NIN ahora en este juego, es difícil argumentar que esto es cualquier cosa menos que un adelanto del futuro". Comentando sobre la distribución del álbum, Dave LaGessede U.S. News & World Report dijo "La jugada parece incluso más teatral que la que hiciera Radiohead con su álbum más reciente, In Rainbows". Jody Rosen de la revista Rolling Stone dijo que regalar The Slip había sido la "más radical de las jugadas de Reznor hasta el momento", añadiendo que "es un gesto increíblemente democrático viniendo de uno de los freaks controladores más grandes de los autores". Eric Harvey de Pitchfork Media comparó la estrategia del lanzamiento de The Slip favorablemente respecto de los anteriores Ghosts I–IV y Year Zero, escribiendo que "a diferencia de sus inmediatos predecesores, The Slip viene con una gran diferencia: la música en sí misma es más satisfactoria incluso que el sui generis esquema de marketing".
Rolling Stone colocó a The Slip en su lista de "Lo mejor de 2008", posicionando el álbum en el puesto número 37, y puso a Reznor en el puesto número 46 de su lista de "las 100 personas que están cambiando Estados Unidos", concluyendo que "ha sido más creativo que nadie adaptándose a la era post-CD". Siguiendo el lanzamiento en línea de The Slip y Ghosts I–IV, Reznor ganó el "premio Webby al artista del año" en los Premios Webby de 2009.

## Lista de canciones
- Todas las canciones compuestas por Trent Reznor.

Todas las canciones escritas y compuestas por Trent Reznor. 
| N.º | Título                     | Duración |  |
| 1.  | «999,999»                  | 1:25     |  |
| 2.  | «1,000,000»                | 3:56     |  |
| 3.  | «Letting You»              | 3:49     |  |
| 4.  | «Discipline»               | 4:19     |  |
| 5.  | «Echoplex»                 | 4:45     |  |
| 6.  | «Head Down»                | 4:55     |  |
| 7.  | «Lights in the Sky»        | 3:29     |  |
| 8.  | «Corona Radiata»           | 7:33     |  |
| 9.  | «The Four of Us Are Dying» | 4:37     |  |
| 10. | «Demon Seed»               | 4:59     |  |

### Sencillos
1. "Discipline" - 4:19 Lanzamiento: 22 de abril de 2008

## Posición en listas
| Lista (2008)                     | Posición |
| -------------------------------- | -------- |
| The Slip                         |          |
| Billboard 200                    | 13       |
| Top Internet Albums              | 13       |
| Lista de álbumes de Australia    | 22       |
| Lista de álbumes de Canadá       | 12       |
| Lista de álbumes de Finlandia    | 24       |
| Lista de álbumes de Alemania     | 33       |
| Lista de álbumes de Noruega      | 38       |
| Lista de álbumes de Suiza        | 35       |
| Lista de álbumes del Reino Unido | 25       |
| "Discipline"                     |          |
| Alternative Songs                | 6        |
| Hot Mainstream Rock Tracks       | 24       |
| Librerías de iLike: Más añadidos | 9        |

## Personal
| Audio - Compuesto por Trent Reznor - Tocado por Trent Reznor con Josh Freese, Robin Finck y Alessandro Cortini - Producido por Trent Reznor, Atticus Ross y Alan Moulder - Mezclado por Alan Moulder - Programado por Atticus Ross - Ingeniería por Michael Tuller, Atticus Ross y Alan Moulder - Masterizado por Brian Gardner en Bernie Groundman Mastering, Hollywood, California - Ecualización de estudio: Steve "Coco" Brandon - Dirección artística: Rob Sheridan y Trent Reznor | Vídeo (VersiónCD/DVD) - Nine Inch Nails en vivo: Alessandro Cortini, Robin Finck, Josh Freese, Justin Meldal-Johnsen, Trent Reznor - Producido por Michael Angelos - Dirigido y editado por Rob Sheridan - "Letting You", "Head Down" y "Discipline" mezcladas por Blumpy - "1,000,000" y "Echoplex" mezcladas por Ken Andrews en Red Swan Studios - Mánager de producción: Mark Demarais - Director de fotografía: Simon Thirlaway - Operadores de cámara: Simon Thirlaway, Rob Sheridan, Hilton Goring, Dan Bombell, Ethan McDonald - Masterizado por Tom Baker en Precision Mastering, Hollywood, California |